# 毛枝蛇葡萄
毛枝蛇葡萄（学名：Ampelopsis rubifolia）为葡萄科蛇葡萄属的植物。分布于印度以及中国大陆的贵州、云南、广西、湖南、四川、江西等地，生长于海拔900米至1,200米的地区，一般生长在林缘、山谷林中及山坡灌丛，目前尚未由人工引种栽培。

## 别名
叶牛果藤（云南种子植物名录）

## 异名
- Ampelopsis puberula (W. T. Wang) C. L. Li